# Пургольд, Даниил Фёдорович
Даниил Фёдорович Пургольд (1805 — 24 мая (6 июня) 1902) — российский государственный деятель, тайный советник (1868).

## Биография
В службе и классном чине с 1830 года. В 1849 году произведён в надворные советники, начальник отделения Кабинета Его Императорского Величества. В 1853 году произведён в коллежские советники, правитель дел Строительной комиссии Императорского Эрмитажа.
В 1856 году произведён в статские советники, член Строительной конторы Министерства императорского двора по хозяйственной и счётной части.
В 1860 году произведён в действительные статские советники, в 1868 году в тайные советники.
Был награждён всеми российскими орденами вплоть до ордена Святого Александра Невского с бриллиантовыми знаками, пожалованными ему 12 апреля 1881 года.
Вышел в отставку в 1882 году, после чего до конца жизни проживал в Санкт-Петербурге.
Похоронен на Новодевичьем кладбище в Санкт-Петербурге.